# Список воевод России в 1600 году
Царствование: 1598—1605 — Борис Фёдорович Годунов
| Воеводы городов | Воеводы городов       | Воеводы городов                        | Воеводы городов |
| Года            | Город                 | Ф,И,О воеводы                          | Примечания      |
| --------------- | --------------------- | -------------------------------------- | --------------- |
| 1599-1600       | Берёзов               | Волынский Иван Григорьевич             |                 |
| 1600-1601       | Берёзов               | Козловский Фёдор Андреевич             |                 |
| 1600            | Царёв-Борисов         | Бельский Богдан Яковлевич              |                 |
| 1600            | Белгород              | Ромодановский Григорий Петрович        |                 |
| 1600            | Белоозеро             | Беклемишев Иван                        |                 |
| 1600            | Валуйки               | Кольцов-Мосальский Владимир Васильевич |                 |
| 1600            | Верхотурье            | Вяземский Иван                         |                 |
| 1600            | Верхотурье            | Салманов Гаврила Самойлович            |                 |
| 1600            | Верхотурье            | Новосильцев Угрюм Иванович             |                 |
| 1600            | Воронеж               | Вешняков Владимир Игнатьевич           |                 |
| 1600            | Данков                | Сицкий Андрей Васильевич               |                 |
| 1600            | Двинская область      | Супонев Осип Савельевич                |                 |
| 1600            | Елец                  | Колтовский Фёдор                       |                 |
| 1600-1602       | Ивангород             | Почюй-Ростовский Василий Иванович      |                 |
| 1600-1601       | Копорье               | Звенигородский Семён Григорьевич       |                 |
| 1600            | Курск                 | Замыцкий Андрей Васильевич             |                 |
| 1600            | Ливны                 | Татев Иван Андреевич                   |                 |
| 1600-1601       | Мангазея              | Шаховской Мирон Михайлович             |                 |
| 1600            | Михайлов              | Плещеев Алексей Романович              |                 |
| 1600            | Мценск                | Морозов Василий Петрович               |                 |
| 1600            | Новгород Великий      | Алябьев Дмитрий                        |                 |
| 1600            | Переяславль-Рязанский | Басманов Иван Фёдорович                |                 |
| 1600            | Пронск                | Шеин Михаил Борисович                  |                 |
| 1600            | Псков                 | Голицын Иван Андреевич                 | Боярин          |
| 1600            | Ряжск                 | Вельяминов Пётр Дмитриевич             |                 |
| 1600            | Старый Оскол          | Жировой-Засекин Иван Фёдорович         |                 |
| 1599-1600       | Сургут                | Волынский Фёдор Васильевич             |                 |
| 1599-1600       | Тобольск              | Сабуров Семён Фёдорович                | Окольничий      |
| 1600            | Тюмень                | Щербатов Лука Осипович                 |                 |
| 1600            | Шацк                  | Сицкий Алексей Юрьевич                 |                 |
| 1600            | Яма                   | Травин-Фомин Данила Иванович           |                 |

| Воеводы полков     | Воеводы полков | Воеводы полков |
| Наименование полка | Ф,И,О воеводы  | Примечания     |
| ------------------ | -------------- | -------------- |
| Государев полк     |                |                |
| Большой полк       |                |                |
| Передовой полк     |                |                |
| Сторожевой полк    |                |                |
| Полк правой руки   |                |                |
| Полк левой руки    |                |                |